# 明夸代爾 (特拉華州)
明夸代爾（英語：Minquadale）是位於美國特拉華州紐卡斯爾縣的一個非建制地區。該地的面積和人口皆未知。

## 地理
明夸代爾的座標為39°42′25″N 75°34′00″W / 39.70694°N 75.56667°W，而該地的平均海拔高度為21米（即69英尺）。